# Trichostomum lindigii
Trichostomum lindigii är en bladmossart som beskrevs av Richard Henry Zander 1993. Trichostomum lindigii ingår i släktet lansettmossor, och familjen Pottiaceae. Inga underarter finns listade i Catalogue of Life.